# San Pedro (Manuripi)
San Pedro es un municipio de Bolivia, ubicado en la provincia de Manuripi en el departamento de Pando.
Según el último censo oficial realizado por el Instituto Nacional de Estadística de Bolivia (INE) en 2012, el municipio cuenta con una población de 2.991 habitantes y está situado a una altitud promedio de 150 metros sobre el nivel del mar.
El municipio posee una extensión superficial de 2.631 km², pero una población 2.991 habitantes, dando resultando a una densidad de población de 1,1 hab/km² (habitante por kilómetro cuadrado).

## Demografía
De acuerdo con el censo boliviano de 2024, la población del municipio de San Pedro es de 3 239 habitantes.
La población del municipio aumentó dos veces y media entre 1992 y 2024: 
| Año  | Habitantes (municipio) | Fuente                  |
| ---- | ---------------------- | ----------------------- |
| 1992 | 1 347                  | Censo boliviano de 1992 |
| 2001 | 1 082                  | Censo boliviano de 2001 |
| 2012 | 2 991                  | Censo boliviano de 2012 |
| 2024 | 3 239                  | Censo boliviano de 2024 |